# Ледниково езеро
Ледниково езеро е езеро, което се образува при процеса екзарация – разрушителната дейност на ледниците. След разтопяването на ледника, водата от него запълва празните пространства, вдълбани от ледника при неговото придвижване. При това, ледникът може да е както в стадий на разтопяване, така и в активно настъпление.
Към края на последния ледников период, преди 10 000 години, ледниците започват да се оттеглят. Те често оставят след себе си големи късове лед във вдлъбнатините между хълмове. С разтопяването им в тях се образуват езера, които често са заобиколени от хълмове и множество скални късове – морени.
Търкащото действие на ледниците стрива минералите в скалата, върху която се движи ледника. Тези стрити минерали се превръщат в седимента на дъното на езерото. Количеството стрит материал във водата, също така, облагодетелства появата на водорасли, което често придава зеленикав цвят на водата.
Такива езера са лесно видими от въздушни или спътникови снимки на земни форми в региони, където е имало ледникова активност по време на последния ледников период. Бреговите линии в такива региони са много неравни.

## Седименти
Слоевете седименти на дъното на ледниковите езера съдържат доказателства за нивото на ерозия. Химичният състав на седиментите не е пряко асоцииран със самите езера, а с придвижването на елементите в почвата (например желязо и манган). Разпределението на тези елементи в езерната основа се дължи на състоянието на водосборния басейн и химическия състав на водата. Отлагането на седиментите може да бъде повлияно и от животинска активност, като това включва и биохимични елементи (например фосфор и сяра).
Количеството халогени и бор в пластовете обозначава промяна в активността на ерозията.

## Рискове
При този вид езера съществува риск от внезапно и значително изливане, в случай на скъсване на стена, образувана от нестабилни или трошливи морени. Този риск расте с глобалното затопляне. Така се образуват нови ледникови езера, съответно и рискът от големи изливания се покачва.
По този начин, в националния парк Сагарматха в Непал малки ледникови езерца са се обединили, за да образуват голямо езеро (десетки милиони кубични метри), което би могло да отприщи бедствие, ако се излее внезапно в долините. От 1941 до 1950 г. три масивни заливания са регистрирани в Андите в Перу. Общо убиват над 10 000 души и заливат селскостопански площи и жизненоважна инфраструктура.
Управлението на риска преминава през наблюдение (въздушни и сателитни снимки), заздравяване на морените и построяване на канали и сифони, с цел контрол на нивото на водата в езерата.